# Eupithecia dolosa
Eupithecia dolosa är en fjärilsart som beskrevs av András Vojnits 1977. Eupithecia dolosa ingår i släktet Eupithecia och familjen mätare. Inga underarter finns listade i Catalogue of Life.